# Triangle (film 2009)
Triangle è un film del 2009 diretto da Christopher Smith.
Si tratta di un thriller/horror incentrato sui viaggi nel tempo e sui paradossi temporali.

## Trama
Jess è una ragazza e madre di Tommy, bambino autistico. Incoraggiata dal suo amico Greg a prendersi del tempo per se stessa, si unisce a lui e ai suoi amici per una giornata di mare sulla sua barca a vela. Presto, vengono sorpresi da una strana tempesta elettrica e la loro barca si rovescia. Dopo qualche ora da naufraghi su quel che rimane della barca rovesciata, notano un transatlantico che passa. Una volta a bordo, si rendono conto che la nave è vuota. Jess, però, ha una strana sensazione e una serie di déjà-vu come se fosse già stata lì prima.
Mentre il gruppo esplora la nave, alcune cose strane cominciano ad accadere. Jess trova le sue chiavi di casa gettate per terra e si sentono dei passi e degli strani rumori nelle sale e nei corridoi della nave. Una persona dal volto coperto assale il gruppo, uccidendoli con un fucile, mentre Jess tenta di risolvere il mistero cercando di sopravvivere.
Dopo aver affrontato la persona mascherata, che le consiglia di uccidere tutti i suoi amici per poter tornare a casa, e dopo averla costretta a gettarsi in mare, Jess si affaccia dal ponte e vede la barca a vela rovesciata di Greg con il gruppo di naufraghi, tra cui lei stessa, che si avvicina alla nave per poterci salire sopra. Quindi comprende che sono tutti intrappolati in una sorta di loop temporale che si ripete ogni volta che tutti i suoi amici muoiono. Decide perciò di uccidere tutti i suoi amici per poter risalire sulla barca rovesciata, la quale ogni volta che viene abbandonata dal gruppo che sale sulla nave va alla deriva risultando irraggiungibile, e tornare a casa dal figlio. Dopo aver ucciso i suoi amici ed aver ripetuto le azioni, questa volta nel ruolo di aggressore, che la porteranno ad affrontare la nuova Jess appena salita sulla nave, viene da questa gettata in mare.
In seguito si risveglia svenuta su una spiaggia deserta, arriva a casa e, dalla finestra, vede il figlio e se stessa. Rimanendo disgustata da come l'altra se stessa tratta il figlio, la uccide, pensando poi di poterla sostituire e vivere insieme al figlio. Chiude il cadavere nel bagagliaio dell'auto e fugge via insieme al bambino. Durante il tragitto un gabbiano colpisce il parabrezza e muore. La donna lo raccoglie e lo getta via sulla spiaggia dove scorge diversi corpi di gabbiani morti. Si rende quindi conto che il loop temporale è ancora in corso e che gli avvenimenti in corso sono tutte azioni già avvenute in passato.
Risale in auto ma hanno un grave incidente in cui il figlio muore e l'altra Jess viene sbalzata fuori dal bagagliaio. Comprende che per salvare il figlio non può fare altro che seguire il loop temporale fino a ritornare indietro nel tempo al punto in cui il figlio era vivo. Raggiunge così il molo per partire con i suoi amici ritornando al punto di partenza del film.

## Produzione
Il film è stato girato a Brisbane, Gold Coast, Southport e a Sydney, in Australia, da giugno 2008. ed è stato scritto e diretto da Christopher Smith.

## Distribuzione
Triangle è stato un successo di critica ma non un successo commerciale. In Gran Bretagna, dopo il debutto in 217 sale, il film ha incassato 260.626 sterline sul suo weekend di apertura, posizionandosi al settimo posto. La settimana successiva, il film è sceso alla posizione numero 11. Ad ottobre 2009, il film aveva prodotto un incasso totale in patria di 548.903 sterline. In Italia non è stato distribuito, ma esistono solo versioni home video sottotitolate.

### Date di uscita
Alcune delle uscite internazionali sono state:
- 27 agosto 2009 nel Regno Unito (presentato al Film4 FrightFest)
- 19 settembre 2009 in Francia (presentato allo Strasbourg European Fantastic Film Festival)
- ottobre 2009 in Francia (presentato al Dinard Festival of British Cinema)
- 16 ottobre 2009 nel Regno Unito
- 24 ottobre 2009 negli Stati Uniti  (presentato allo Screamfest Film Festival)
- 9 novembre 2009 negli Stati Uniti
- 26 novembre 2009 in Libano
- 30 dicembre 2009 in Belgio
- nel 2010 in Nuova Zelanda
- 21 gennaio 2010 nei Paesi Bassi
- 2 febbraio 2010 negli Stati Uniti (uscita DVD)
- 3 febbraio 2010 in Egitto
- 15 aprile 2010 negli Emirati Arabi Uniti
- 29 aprile 2010 in Australia
- 6 maggio 2010 in Germania (Triangle - Die Angst kommt in Wellen, uscita DVD)
- 18 agosto 2010 in Argentina (uscita DVD)
- 3 ottobre 2010 in Portogallo (presentato al Lisbon International Horror Film Festival)
- 7 ottobre 2010 in Russia (Треугольник, uscita DVD)
- 10 dicembre 2010 in Polonia
- 28 gennaio 2011 in Francia (presentato al Gérardmer Film Festival)
- 3 febbraio 2011 in Singapore
- 26 marzo 2011 in Francia (presentato all'Alès Film Festival)
- 6 aprile 2011 nelle Filippine (Ghost Ship)
- 6 aprile 2011 in Svezia (uscita DVD)
- 11 giugno 2011 in Francia (uscita DVD)
- 6 agosto 2011 in Giappone
- in Brasile  (Triângulo do Medo, TV via cavo)

## Critica
Triangle è stato ben accolto dalla critica. Rotten Tomatoes riporta una valutazione dell'82%. Empire gli ha dato una valutazione di 4 stelle su 5 e lo ha definito un "soddisfacente rompicapo, con un inatteso e toccante risultato finale".